# Veselin Šljivančanin
Veselin Šljivančanin (serbiska: Веселин Шљиванчанин), född 13 juni 1953 i Pavez i Jugoslavien (dagens Montenegro), är en montenegrinsk före detta general i den jugoslaviska armén som gjorde sig skyldig till krigsbrott under det kroatiska självständighetskriget i början av 1990-talet. Šljivančanin dömdes 2007 till fem års fängelse för krigsbrott begångna mot kroatisk civilbefolkning under slaget om Vukovar. Efter att Šljivančanin överklagat domen och det i domstolsförhandlingarna bevisats att han även hade gjort sig skyldig till medhjälp till mord skärptes straffet den 5 maj 2009 till 17 års fängelse.. Efter ett nytt vittnesmål år 2010 reducerades hans straff till 10 år.